# Bijan Zolfagharnasab
Bijan Zolfagharnasab (Sanandaj, 7 giugno 1949) è un allenatore di calcio ed ex calciatore iraniano, di ruolo difensore.

## Carriera

### Giocatore
Ha sempre giocato nel campionato iraniano.

### Nazionale
Con la nazionale iraniana ha vinto la Coppa d'Asia nel 1976.

## Palmarès

### Giocatore

#### Competizioni nazionali
- Coppa d'Iran: 1

Saipa: 1993-1994
- Lega Azadegan: 2

Saipa: 1993-1994, 1994-1995